# 高杉新一郎
高杉 新一郎（たかすぎ しんいちろう、明治13年（1880年）1月21日 - 昭和33年（1958年）4月25日）は、大日本帝国の海軍軍人。最終階級は海軍中将。海軍医学校の要職を務めた後、第19代医学校校長となる。その後、軍医最高職である高等官一等・軍医中将となり、海軍医務局長、日本医療団副総裁になる。岡山県真庭市出身。

## 経歴

### 生い立ち
明治13年（1880年）岡山県阿賀郡呰部村（現：真庭市）の庄屋である高杉良太郎の五男として生まれる。実家は代々油製造業を営んでいた。明治28年（1895年）地元の創立第一回の旧制高梁尋常中学校（現：岡山県立高梁高等学校）へ入学する。同期には、同じく海軍中将（海軍大将候補）になる杉政人、海軍少将の中島権吉、衆議院議員になる則井万寿雄、早稲田大学教授になる横山有策がいた。
その後、旧制一校を受験するため、明治31年（1898年）4年生のときに、予備校として有名だった東京三鷹にある旧制私立大成中学校へ上京転校し、明治32年（1899年）、同校を学業優秀で飛び級（四修）で卒業する。同年、旧制第一高等学校医科へ進学する。旧制一校では野球部と漕艇部に所属する。
明治35年（1902年）7月、同校を卒業し、そのまま東京帝国大学医学部へ進学する。同年、9月には海軍医学生となる。明治39年（1906年）12月、横須賀海軍病院へ赴任するため、同校を卒業（大学では明治40年7月卒業扱い）し、海軍中軍医として軍医校練習学生となる。

### 海軍軍医として
その後、順調に軍医としてのキャリアを積み上げ、明治40年（1907年）に初めて戦艦に乗船し任務に当たる。明治42年（1909年）海軍大軍医となり、翌年、明治43年（1910年）に2度目の任務として戦艦笠置へ乗船する。明治44年（1911年）には戦艦千早の軍医長、翌年には、戦艦音羽の軍医長となる。大正3年（1914年）34歳のときに東京帝国大学大学院医学研究科へ入学する。翌年、東大大学院を修了し、そのまま母校である東大医科の副手となる。
大正6年（1917年）海軍経理学校の軍医長・海軍軍医学校の教官となる。大正8年（1919年）9月、39歳で海軍少佐となり、第一次世界大戦が終結した欧州のフランスへ3ヶ月間の長期出張する。帰国後、同年中に海軍中佐へ異例の昇進をする。その後も、海軍軍医学校の教官をつとめながら、医学研究を行い、特に泌尿器科や性病に関する研究で成果を挙げた。大正9年（1920年）には、瑞宝小綬章を受賞する。
大正12年（1923年）9月、陸奥軍医長・分隊長となり、同年12月、43歳で海軍大佐となる。翌年、大正13年には、海軍軍学校教官と兼務する形で海軍省医務局の局員となった。昭和3年（1928年）12月、48歳で海軍少将へ任命される。その後も、呉病院長・呉鎮軍医長、横須賀病院長・横鎮軍医長等の要職を歴任し、昭和7年（1932年）2月25日、長年勤めた海軍軍医学校の校長となる。昭和8年（1933年）、高杉が53歳のとき、ついに海軍軍医中将となり、軍医として最高位の役職に就任する。
昭和9年（1934年）には、海軍医務局長となり、名実ともに全海軍医務のトップとなる。その後、同郷の杉政人が友鶴事件で失脚すると、昭和14年（1939年）59歳のとき軍令部に出向する。そこで仲の良かった山本五十六元帥と海軍最後の一年間を過ごす。その後、昭和15年（1940年）60歳のときに予備役編入となり、昭和17年（1942年）日本医療団副総裁となる。また、昭和20年（1945年）には、医療団中央病院長となる。
第二次世界大戦後、無医村として苦しんでいた静岡県伊豆にある田方郡対島村八幡野（現：伊東市）へ赴任し、開業医となる。同地で没した。享年78歳。

## 著書
- 漕艇術, 民友社, 1906年4月[29]
- 南洋諸島熱帯皮膚病図説, 朝香屋書店, 1919年5月[30]
- 近世性病予防問題, 金原商店, 1925年8月[19]
- 海軍奉仕五十年回顧録, 1976年8月[31]

## 栄典
- 勲四等瑞宝小綬章[22]
- 勲一等旭日大綬章[32]